# Svømmeblære
Svømmeblæren er den blære, der holder en fisk på en bestemt dybde. Nogle fisk har ikke en svømmeblære, og de skal derfor hele tiden bevæge sig for ikke at synke til bunds.